# Да срещнеш Джо Блек
„Да срещнеш Джо Блек“ (на английски: Meet Joe Black) е американско фентъзи от 1998 г., на режисьора Мартин Брест, с участието на Брад Пит, Антъни Хопкинс и Клеър Форлани. Сценарият на Бо Голдман, Кевин Уейд, Рон Осбърн и Джеф Рено е свободно базиран на филма „Death Takes a Holiday“ от 1934 г., адаптация на италианската пиеса „La Morte in Vacanza“ от Алберто Касела.
Това е второто сътрудничество на Пит и Хопкинс след „Легенди за страстта“.

## Актьорски състав
| Актьор           | Роля                                 |
| ---------------- | ------------------------------------ |
| Брад Пит         | Смъртта Джо Блек Млад мъж в кафенето |
| Антъни Хопкинс   | Бил Париш                            |
| Клеър Форлани    | Сюзън Париш                          |
| Джейк Уебър      | Дрю                                  |
| Марша Гей Хардън | Алисън Париш                         |
| Джефри Тамбор    | Куинс, съпруг на Алисън              |
| Дейвид С. Хауърд | Еди Слоун                            |
| Лоис Кели Милър  | Ямайската жена                       |
| Марилуиз Бърк    | Лилиан                               |
| Джун Скуиб       | Хелън                                |